# كأس ويلز 1930–31
كأس ويلز 1930–31 (بالإنجليزية: 1930–31 Welsh Cup)‏ هو موسم من كأس ويلز. فاز فيه نادي ريكسهام.